# Осборн-Паради, Мануэль
Мануэль Осборн-Паради (фр. Manuel Osborne-Paradis, род. 8 февраля 1984 года, Северный Ванкувер) — канадский горнолыжник, бронзовый призёр чемпионата мира 2017 года в супергиганте, участник 4 Олимпийских игр, победитель этапов Кубка мира. Специализировался в скоростных дисциплинах. 
В Кубке мира Осборн-Паради дебютировал в 2005 году, в марте 2009 года одержал первую победу на этапе Кубка мира, в скоростном спуске. Всего за карьеру 11 раз попадал в тройку лучших на этапах Кубка мира, одержав в том числе 3 победы (2 в скоростном спуске и 1 в супергиганте). Лучшим достижением в общем зачёте Кубка мира является для Осборна-Паради 16-е место в сезоне 2009/10.
На Олимпиаде-2006 в Турине был заявлен в трёх дисциплинах: скоростной спуск - 13-е место, комбинация - не финишировал, супергигант - 20-е место.
На Олимпиаде-2010 в Ванкувере, стал 17-м в скоростном спуске, кроме того стартовал в супергиганте, но не добрался до финиша.
За свою карьеру участвовал в 6 чемпионатах мира (2005, 2007, 2009, 2013, 2015, 2017), лучший результат — бронза в супергиганте на чемпионате мира 2017 года в Санкт-Морице.
Завершил карьеру в 2018 году вскоре после Олимпийских игр в Корее.
Использовал лыжи и ботинки производства фирмы Rossignol.

## Зимние Олимпийские игры
| Олимпийские игры | Скоростной спуск | Супергигант | Гигантский слалом | Слалом | Комбинация | Команды |
| ---------------- | ---------------- | ----------- | ----------------- | ------ | ---------- | ------- |
| 2006 Турин       | 13               | 20          | —                 | —      | DNS        | н/д     |
| 2010 Ванкувер    | 17               | DNF         | —                 | —      | —          | н/д     |
| 2014 Coчи        | 25               | 24          | —                 | —      | —          | н/д     |
| 2018 Пхёнчхан    | 14               | 22          | —                 | —      | DNF DH     | —       |

## Победы на этапах Кубка мира (3)
| № | Сезон   | Дата        | Место        | Дисциплина           |
| - | ------- | ----------- | ------------ | -------------------- |
| 1 | 2008/09 | 6 мар 2009  | Квитфьелль   | Скоростной спуск     |
| 2 | 2009/10 | 29 ноя 2009 | Лейк Луиз    | Супергигант          |
| 3 | 2009/10 | 19 дек 2009 | Валь-Гардена | Скоростной спуск (2) |